# Light Me Up
Light Me Up—en español: «Iluminame»— es el álbum debut de rock alternativo estadounidense de la banda The Pretty Reckless, lanzado el 27 de agosto en Irlanda, Australia, y el Reino Unido, y luego a todo el mundo.
El álbum recibió buen éxito comercial con los sencillos «Make Me Wanna Die», «Miss Nothing» y «Just Tonight»

## Historia
El proceso de grabación del álbum comenzó el 2009, luego de que Momsen se reuniera con Kato Khandwala y el compositor Ben Phillips. Finalmente fue lanzado el 27 de agosto de 2010.

## Recepción
En líneas generales el álbum recibió críticas positivas.
La crítica Leah Beresford, de la revista Blare le dio cuatro estrellas de cinco y dijo, «Líricamente, Light Me Up parece capturar los altos y bajos de su existencia, así como todo lo demás, como ser valiente y potenciar y expresar el dolor».
Digital Spy le dio al álbum 3 estrellas de cinco diciendo que, «Cuando [Momsen] inevitablemente dejó de preocuparse por rockear tan condenadamente duro, que podríamos tener una geniuna estrella del pop.»
El sitio web de críticas Rinse Repeat criticó duramente las letras, pero elogió la voz de Momsen.

## Sencillos
«Make Me Wanna Die» fue estrenado el 30 de marzo de 2010 en Estados Unidos y el 13 de mayo de 2010 en el Reino Unido. Un video promocional fue lanzado que contiene partes de conciertos en vivo y del backstage de la banda. El video fue reconocido como una versión viral y se estrenó el 13 de mayo de 2010. El video musical oficial fue postpuesto debido a problemas legales de censura, pero se lanzó el 15 de septiembre de 2010 en iTunes y VEVO.
«Miss Nothing» fue lanzado el 27 de julio de 2010, solo en los Estados Unidos. El video musical para éste fue estrenado el 20 de julio de 2010 en VEVO.
«Just Tonight» se lanzó el 23 de diciembre de 2010, solo en el Reino Unido. El video musical fue lanzado en VEVO el 2 de noviembre.
«You»  El video musical fue lanzado en VEVO el 16 de febrero.

## Lista de canciones
Todas las canciones fueron escritas por Kato Khandwala, Taylor Momsen, y Ben Phillips.
| N.º | Título                 | Duración |  |
| 1.  | «My Medicine»          | 3:14     |  |
| 2.  | «Since You're Gone»    | 2:41     |  |
| 3.  | «Make Me Wanna Die»    | 3:55     |  |
| 4.  | «Light Me Up»          | 3:27     |  |
| 5.  | «Just Tonight»         | 2:48     |  |
| 6.  | «Miss Nothing»         | 3:13     |  |
| 7.  | «Goin' Down»           | 3:35     |  |
| 8.  | «Nothing Left to Lose» | 4:11     |  |
| 9.  | «Factory Girl»         | 3:31     |  |
| 10. | «You»                  | 3:32     |  |

| Bonus tracks del Reino Unido en iTunes |                                            |          |  |
| N.º                                    | Título                                     | Duración |  |
| 11.                                    | «Far from Never» (Demo)                    | 3:36     |  |
| 12.                                    | «Everybody Wants Something from Me» (Demo) | 3:35     |  |
| 13.                                    | «Make Me Wanna Die» (Video musical)        | 3:55     |  |
| 14.                                    | «Miss Nothing» (Video musical)             | 3:13     |  |

| Bonus tracks de Japón en Amazon |                                      |          |  |
| N.º                             | Título                               | Duración |  |
| 11.                             | «Zombie» (de The Pretty Reckless EP) | 3:08     |  |
| 12.                             | «Make Me Wanna Die» (Acústico)       |          |  |
| 13.                             | «Far from Never» (Demo)              | 3:36     |  |

| Edición de Norteamérica y Sudamérica |                        |          |  |
| N.º                                  | Título                 | Duración |  |
| 1.                                   | «My Medicine»          | 3:14     |  |
| 2.                                   | «Since You're Gone»    | 2:41     |  |
| 3.                                   | «Make Me Wanna Die»    | 3:55     |  |
| 4.                                   | «Light Me Up»          | 3:27     |  |
| 5.                                   | «Zombie»               | 3:08     |  |
| 6.                                   | «Just Tonight»         | 2:48     |  |
| 7.                                   | «Miss Nothing»         | 3:13     |  |
| 8.                                   | «Goin' Down»           | 3:35     |  |
| 9.                                   | «Nothing Left to Lose» | 4:11     |  |
| 10.                                  | «You»                  | 3:32     |  |
| 11.                                  | «Factory Girl»         | 3:31     |  |

## Posición en las listas musicales
| Lista (2010)                 | Posicionamiento |
| ---------------------------- | --------------- |
| Australian Albums Chart      | 71              |
| Canadian Albums Chart        | 57              |
| Deutsche Alternative Charts  | 89              |
| Irish Albums Chart           | 18              |
| UK Albums Chart              | 6               |
| UK Rock Chart                | 1               |
| US Billboard 200             | 65              |
| US Billboard Top Rock Albums | 18              |

## Lanzamiento en el mundo
| Región                    | Fecha                  | Sello                 |
| ------------------------- | ---------------------- | --------------------- |
| Irlanda                   | 27 de agosto de 2010   | Universal Music Group |
| Australia                 | 27 de agosto de 2010   | Universal Music Group |
| Reino Unido               | 27 de agosto de 2010   | Polydor Records       |
| Alemania                  | 31 de agosto de 2010   | Universal Music Group |
| Francia                   | 6 de diciembre de 2010 | Universal Music Group |
| Estados Unidos (Digital)  | 8 de febrero de 2011   | Universal Music Group |
| Canadá                    | 8 de febrero de 2011   | Universal Music Group |
| Japón                     | 2 de marzo de 2011     | Universal Music Group |
| Estados Unidos (Material) | 12 de abril de 2011    | Interscope            |
| Argentina                 | 21 de junio de 2012    | Universal Music Group |